# No Roots
《No Roots》는 독일계 캐나다-영국 가수 앨리스 머튼의 데뷔 익스텐디드 플레이로, 2017년 2월 3일에 발매되었으며 앨리스 머튼과 니콜라스 렙셔가 프로듀싱했다. 이후 2018년 4월 6일 미국에서 발매되었다.

## 노래
《No Roots》 EP에 대해 머튼은 지난 2년간의 개인적인 경험, 특히 고향이 아닌 곳에서 느끼는 감정을 반영한다고 밝혔다. 타이틀곡 〈No Roots〉는 이러한 주제와 유목민적 생활 방식의 긍정적인 측면을 받아들이는 것을 나타낸다. 〈Hit the Ground Running〉은 머튼과 청취자 모두 목표를 적극적으로 추구하도록 동기를 부여하기 위해 고안된 강력한 곡으로, 달리는 에너지감을 불러일으키도록 제작되었다. 〈Jealousy〉는 가장 어려웠던 곡으로, 작곡하는 데 6개월 이상이 걸렸으며, 두 힘 사이의 불평등한 싸움으로 감정을 의인화한다. 〈Lie to My Face〉는 관계에서의 부정직한 경험을 탐구하며, 어둡고 극적인 프로덕션과 아이러니하게도 계속해서 속임을 권하는 가사를 짝짓는다.

## 곡 목록
| #            | 제목                       | 재생 시간 |
| ------------ | -------------------------- | --------- |
| 1.           | 〈No Roots〉               | 3:55      |
| 2.           | 〈Jealousy〉               | 3:39      |
| 3.           | 〈Hit the Ground Running〉 | 2:52      |
| 4.           | 〈Lie to My Face〉         | 2:55      |
| 총 재생 시간 | 총 재생 시간               | 13:21     |

| #            | 제목                       | 재생 시간 |
| ------------ | -------------------------- | --------- |
| 1.           | 〈Lash Out〉               | 3:14      |
| 2.           | 〈No Roots〉               | 3:55      |
| 3.           | 〈Jealousy〉               | 3:39      |
| 4.           | 〈Hit the Ground Running〉 | 2:52      |
| 5.           | 〈Lie to My Face〉         | 2:55      |
| 총 재생 시간 | 총 재생 시간               | 16:35     |

## 차트
| 차트 (2018)                          | 최고 순위 |
| ------------------------------------ | --------- |
| 미국 《빌보드》 200                  | 171       |
| 미국 탑 록 앨범 (《빌보드》)         | 30        |
| 미국 탑 얼터너티브 앨범 (《빌보드》) | 14        |